# Isaac Stevens

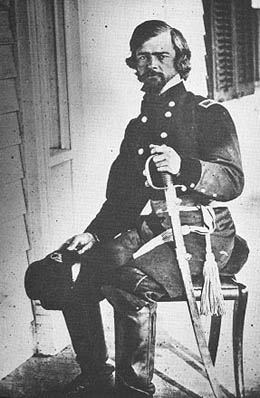
Isaac Stevens durante la guerra civil estadounidense.

Isaac Ingalls Stevens (25 de marzo de 1818 - 1 de septiembre de 1862) fue el primer gobernador del Territorio de Washington, y sirvió como un brigadier general en el Ejército federal durante la guerra civil estadounidense hasta su muerte en la batalla de Chantilly.

## Juventud
Stevens nació y creció en Massachusetts, dejando su patrimonio familiar por la Academia Militar de los Estados Unidos en West Point a finales de los años 1830. Se graduó en 1839, como el primero de su clase, y sirvió unos años en el Cuerpo de Ingenieros del Ejército, siendo adjunto del Cuerpo en la intervención estadounidense en México.

## Gobernador
Habiendo sido un firme partidario de la candidatura de Franklin Pierce para Presidente de los Estados Unidos en 1852, Stevens fue recompensado por el presidente Pierce el 2 de marzo de 1853 al ser nombrado gobernador del entonces recientemente creado Territorio de Washington (un cargo que llevaba aparejado el título de Superintendente de Asuntos Indios para esa región). Stevens eligió añadirse una responsabilidad más cuando viajaba por el oeste del territorio que iba a gobernar: el gobierno estaba buscando un topógrafo para trazar una ruta de ferrocarril apropiada a lo largo del norte de Estados Unidos, y con la experiencia en ingeniería de Stevens (y probablemente como favor de Pierce una vez más) ganó el concurso y pasó la mayor parte de 1853 moviéndose lentamente a través de la pradera, sondeando su camino al Territorio de Washington, donde tomó oficialmente el puesto de gobernador en noviembre de ese año.
Stevens fue un gobernador controvertido en su época, y se ha tornado aún más polémico en retrospectiva. Utilizaba una cuidadosa combinación de intimidación y fuerza para obligar a las tribus indígenas del territorio de Washington a firmar tratados en los que entregaban la mayor parte de sus tierras y derechos al gobierno de Stevens. Cuando encontraba resistencia, Stevens se servía de las tropas a su disposición para tomar venganza. Su campaña de invierno contra la tribu yakama, y su ejecución del jefe Nisqually Leschi (por el crimen de haber matado a soldados de Stevens en combate abierto), entre otros actos, condujeron a que un número de ciudadanos poderosos del territorio pidiera a Pierce que destituyese a Stevens. Tanto el juez territorial Edward Lander como Ezra Meeker (un ciudadano influyente) eran abiertamente opuestos a Stevens; como consecuencia de ello, Lander fue arrestado, y Meeker fue simplemente ignorado. Pierce envió un mensaje a Stevens reprochándole su conducta, pero se negó a cambiar al gobernador. Quienes se opusieron a Stevens acabarían perdiendo el apoyo público, y la mayoría de los ciudadanos del Territorio de Washington veían a Meeker del lado de los "indios", y a Stevens del de los colonos blancos.
Como resultado de esta percepción pública, Stevens fue suficientemente popular como para ser elegido el delegado de territorio del Congreso en 1858 y 1859. Las tensiones entre los blancos y los Amerindios serían dejadas para que otros las resolviesen; a Stevens a menudo se le hace responsable de los posteriores conflictos al este de Washington e Idaho, especialmente de la guerra librada contra el Jefe Joseph y Nez Perce, pero estos eventos estaban lejos cuando Isaac Stevens se fue de Washington en 1857.
Los tratados que Stevens negoció con los indígenas resultaron ser una bendición para las tribus cuando, a mediados de los años 1970, la Decisión Boldt interpretó que una frase en los tratados ("en común con") significaba que las tribus del tratado tenían derecho a la mitad de las capturas de salmón.

## Guerra Civil
Cuando estalló la Guerra Civil en 1861, Stevens fue comisionado nuevamente en el ejército, esta vez como coronel del 79.º Regimiento de Voluntarios de Nueva York, conocidos como los Highlanders. Se convirtió en brigadier general el 28 de septiembre de 1861, y luchó en la Batalla del Fuerte Pulaski. Stevens fue promovido a mayor general el 4 de julio de 1862, sirviendo bajo el mando del mayor general John Pope en la Campaña del Norte de Virginia y en la segunda batalla de Bull Run. Murió combatiendo en la batalla de Chantilly en Virginia mientras recogía los caídos colores de su antiguo regimiento, gritando: «¡Highlanders, mis Highlanders, seguid a vuestro general!». Cargando con sus tropas mientras portaba la Cruz de San Andrés, Stevens fue alcanzado en la cabeza por una bala y murió al instante. Está enterrado en Newport, Rhode Island.
El condado de Stevens en Washington lleva su nombre en su honor.
- Datos: Q888719
- Multimedia: Isaac Stevens / Q888719